# Persone di nome Knut
| Questa pagina contiene informazioni ricavate automaticamente dalle voci biografiche con l'ausilio del template Bio e di un bot. L'aggiornamento è periodico e automatico e ricostruisce completamente la pagina. Se manca una persona in questa lista, sei pregato di non aggiungerla, ma accertati piuttosto che la sua voce biografica contenga il template Bio e che i dati anagrafici siano correttamente compilati. Se il template Bio manca, inseriscilo tu stesso o, in alternativa, metti l'avviso {{tmp\|Bio}} che ne segnala la mancanza. Se i dati riportati sono sbagliati, correggi direttamente la voce biografica; le modifiche saranno visibili in questa lista entro pochi giorni. Per chiarimenti vedi il progetto antroponimi. La lista contiene solo le 85 persone che sono citate nell'enciclopedia e per le quali è stato implementato correttamente il template Bio. Pagina aggiornata al 6 ago 2025. |

Questa è una lista di persone presenti nell'enciclopedia che hanno il nome Knut, suddivise per attività principale.

## Allenatori di calcio(7)
- Knut Aga jr., allenatore di calcio e ex calciatore norvegese (n. 1971)
- Knut Ertesvåg, allenatore di calcio e ex calciatore norvegese (n. 1954)
- Knut Hagen, allenatore di calcio e ex calciatore norvegese (Hamar, n. 1960)
- Knut Arild Løberg, allenatore di calcio e ex calciatore norvegese (Hamar, n. 1960)
- Knut Nordnes, allenatore di calcio e ex calciatore norvegese (n. 1957)
- Knut Osnes, allenatore di calcio e calciatore norvegese (Eid, n. 1922 - Oslo, † 2015)
- Knut Tørum, allenatore di calcio e ex calciatore norvegese (Bergen, n. 1971)

## Arbitri di calcio(1)
- Knut Kircher, ex arbitro di calcio tedesco (Hirschau, n. 1969)

## Astronomi(2)
- Knut Anton Walter Gyllenberg, astronomo svedese (Malmö, n. 1886 - Lund, † 1952)
- Knut Emil Lundmark, astronomo svedese (Älvsbyn, n. 1889 - Lund, † 1958)

## Avvocati(1)
- Knut Rød, avvocato norvegese (Oslo, n. 1900 - Oslo, † 1986)

## Banchieri(1)
- Knut Agathon Wallenberg, banchiere e politico svedese (Stoccolma, n. 1853 - Stoccolma, † 1938)

## Calciatori(31)
- Knut Andersen, ex calciatore norvegese (Oslo, n. 1927)
- Knut Andersen, calciatore norvegese (n. 1930 - † 2002)
- Knut Andersen, calciatore norvegese (n. 1908 - † 1981)
- Knut Berg, ex calciatore norvegese (Bodø, n. 1944)
- Knut Borch, ex calciatore norvegese (Tromsø, n. 1980)
- Knut Brogaard, calciatore norvegese (n. 1935 - † 2004)
- Knut Brynildsen, calciatore norvegese (n. 1917 - † 1986)
- Knut Dahlen, calciatore norvegese (Raufoss, n. 1922 - Raufoss, † 1999)
- Knut Dørum Lillebakk, ex calciatore norvegese (n. 1978)
- Knut Torbjørn Eggen, calciatore e allenatore di calcio norvegese (Orkdal, n. 1960 - Moss, † 2012)
- Knut Hallvard Eikrem, ex calciatore norvegese (n. 1958)
- Knut Ellingsrud, calciatore norvegese (n. 1903 - † 1988)
- Knut Gudem, calciatore norvegese (n. 1927 - † 2007)
- Knut Hansson, calciatore svedese (n. 1911 - † 1990)
- Knut Henry Haraldsen, ex calciatore norvegese (Kristiansand, n. 1976)
- Knut Hovel Heiaas, ex calciatore norvegese (Ytre Enebakk, n. 1977)
- Knut Heyerdahl-Larsen, calciatore norvegese (n. 1887 - † 1969)
- Knut Holte, ex calciatore norvegese (n. 1967)
- Knut Iversen, ex calciatore norvegese (n. 1939)
- Knut Jenssen, ex calciatore norvegese (n. 1945)
- Knut Kolle, calciatore norvegese (Oslo, n. 1945 - † 2023)
- Knut Kroon, calciatore svedese (Helsingborg, n. 1906 - † 1975)
- Knut Lund, calciatore finlandese (Tuusula, n. 1891 - Helsinki, † 1974)
- Knut Nilsson, calciatore svedese (Stoccolma, n. 1887 - Stoccolma, † 1959)
- Knut Nordahl, calciatore svedese (Hörnefors, n. 1920 - Föllinge, † 1984)
- Knut Reinhardt, ex calciatore tedesco (Hilden, n. 1968)
- Knut Olav Rindarøy, ex calciatore norvegese (Molde, n. 1985)
- Knut Sandengen, calciatore norvegese (n. 1932 - † 1969)
- Knut Sirevåg, ex calciatore norvegese (Bryne, n. 1978)
- Knut Sørensen, calciatore norvegese (n. 1924 - † 2009)
- Knut Walde, calciatore norvegese (Bergen, n. 1981)

## Canoisti(2)
- Knut Holmann, ex canoista norvegese (Oslo, n. 1968)
- Knut Østby, canoista norvegese (Modum, n. 1922 - Sandvika, † 2010)

## Cantanti(1)
- Knut Anders Sørum, cantante norvegese (Østre Toten, n. 1976)

## Ciclisti su strada(2)
- Knut Anders Fostervold, ex ciclista su strada e ex calciatore norvegese (Tønsberg, n. 1971)
- Knut Knudsen, ex ciclista su strada e pistard norvegese (Levanger, n. 1950)

## Combinatisti nordici(2)
- Knut Leo Abrahamsen, ex combinatista nordico norvegese (Alta, n. 1962)
- Knut Tore Apeland, ex combinatista nordico norvegese (Vinje, n. 1968)

## Compositori(1)
- Knut Nystedt, compositore norvegese (Oslo, n. 1915 - † 2014)

## Discoboli(1)
- Knut Hjeltnes, discobolo e pesista norvegese (Ulvik, n. 1951 - Ulvik, † 2024)

## Esploratori(1)
- Knut Haugland, esploratore norvegese (Rjukan, n. 1917 - Oslo, † 2009)

## Filosofi(1)
- Knut Erik Tranøy, filosofo norvegese (Oslo, n. 1918 - † 2012)

## Fisici(1)
- Knut Johan Ångström, fisico svedese (Uppsala, n. 1857 - Uppsala, † 1910)

## Ginnasti(1)
- Knut Torell, ginnasta svedese (Norra Sandsjö, n. 1885 - Österhaninge, † 1966)

## Giornalisti(1)
- Knut Nesbø, giornalista, chitarrista e calciatore norvegese (Oslo, n. 1961 - Molde, † 2013)

## Giuristi(2)
- Hjalmar Hammarskjöld, giurista e politico svedese (Tuna, n. 1862 - Stoccolma, † 1953)
- Karl Olivecrona, giurista e filosofo svedese (Norrbärke, n. 1897 - † 1980)

## Hockeisti su ghiaccio(1)
- Bertil Linde, hockeista su ghiaccio svedese (Stoccolma, n. 1907 - Stoccolma, † 1990)

## Ingegneri(2)
- Knut Frænkel, ingegnere e esploratore svedese (Karlstad, n. 1870 - Kvitøya, † 1897)
- Fredrik Idestam, ingegnere e imprenditore finlandese (Tyrväntö, n. 1838 - Helsinki, † 1916)

## Linguisti(1)
- Knut Tarald Taraldsen, linguista norvegese (Oslo, n. 1948)

## Lottatori(1)
- Knut Fridell, lottatore svedese (Uddevalla, n. 1908 - Uddevalla, † 1992)

## Medici(1)
- Knut H.M. Haeger, medico e cardiochirurgo svedese (Lund, n. 1925 - Lund, † 1984)

## Mezzofondisti(1)
- Henry Eriksson, mezzofondista svedese (Avesta, n. 1920 - Gävle, † 2000)

## Nuotatori(1)
- Hugo Lundevall, nuotatore svedese (Estuna, n. 1892 - Stoccolma, † 1949)

## Pallanuotisti(1)
- Knut Gadd, pallanuotista svedese (Malmö, n. 1916 - Borås, † 1995)

## Pattinatori di velocità su ghiaccio(1)
- Knut Johannesen, ex pattinatore di velocità su ghiaccio norvegese (Oslo, n. 1933)

## Pittori(2)
- Magnus Enckell, pittore finlandese (Hamina, n. 1870 - Stoccolma, † 1925)
- Knut Dahlander, pittore e incisore svedese (Göteborg, n. 1883 - Limhamn, † 1933)

## Poeti(1)
- Knut Ødegård, poeta norvegese (Molde, n. 1945)

## Politici(1)
- Knut Fleckenstein, politico tedesco (Bad Nauheim, n. 1953)

## Schermidori(1)
- Ivar Genesjö, schermidore svedese (Södra Sandsjö, n. 1931 - Ystad, † 2020)

## Sciatori alpini(4)
- Knut Aronsen, ex sciatore alpino norvegese
- Knut Bere, ex sciatore alpino norvegese (n. 1940)
- Knut Erik Johannessen, ex sciatore alpino norvegese (Oslo, n. 1955)
- Knut Nordheim, ex sciatore alpino norvegese (n. 1967)

## Scrittori(3)
- Knut Faldbakken, scrittore norvegese (Oslo, n. 1941)
- Knut Hamsun, scrittore norvegese (Vågå, n. 1859 - Nørholm, † 1952)
- Knut Olav Åmås, scrittore e giornalista norvegese (Odda, n. 1968)

## Scultori(1)
- Knut Steen, scultore norvegese (Oslo, n. 1924 - Sandefjord, † 2011)

## Tiratori a volo(1)
- Knut Holmqvist, tiratore a volo svedese (n. 1918 - Rydsgård, † 2000)

## Velocisti(1)
- Knut Lindberg, velocista, giavellottista e multiplista svedese (Göteborg, n. 1882 - Göteborg, † 1961)

## Vescovi cattolici(1)
- Knut Ansgar Nelson, vescovo cattolico danese (Frederiksværk, n. 1906 - Newport, † 1990)